# 申八均

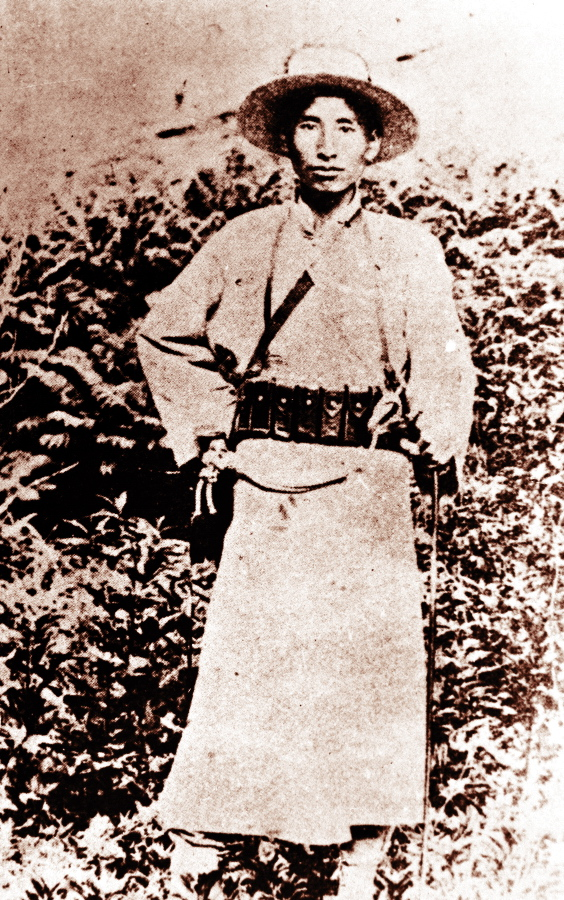
申八均

申 八均（신팔균、1882年旧暦5月19日 - 1924年陽暦7月2日）は、韓国の独立活動家。本貫は平山申氏。申東川とも言う。

## 生涯
漢城府で代々武官を勤めた家に生まれた。高祖父の申鴻周と祖父の申櫶、父の申正熙と皆高位の武官であった。家風により、自然と大韓帝国の軍人となり、1900年10月14日、武官学校に入学し、1902年7月6日（旧暦6月2日）に陸軍参尉に任官した。翌1903年3月25日、侍衛隊第1連隊3大隊附見習。9月20日、武官学校卒業。1907年4月30日、副尉昇進とともに鎮衛隊黄州歩兵第7大隊副官。
1907年7月31日に日本によって大韓帝国軍隊解散後の8月26日（旧暦7月18日）、残存部隊で近衛歩兵大隊（大隊長：王瑜植副領）が編成され、中隊附。1909年7月30日、正尉となるが8月に服務をやめ、普明学校の教師となる。その一方で安熙済・金東三などが組織した秘密結社大同青年党に加わり、独立運動に参加した。嶺南地域を中心に結成された大同青年党には、尹世復・徐相日など後で有名な独立活動家になる人々が大挙参加した。
1910年に日韓併合条約が締結されると満州へ亡命し、沿海地方など多くの地を視察し、国内から新民会会員が多数亡命して来た西間島で活動することに決めた。西路軍政署と新興武官学校など西間島の核心独立運動基地に参加し、大韓帝国将校出身の経験をいかして新興武官学校教官に勤務して、多くの独立活動家を養成した。。
この頃陸軍士官学校を卒業して日本軍将校に任官の後、満洲へ脱出した池青天・金擎天と会ったが、心が通じる三人の人は'하늘 天'の字を入れた新しい名前をつけた。'東川'の名を持つようになり、人々は三人を'南満三天'と呼んだ。。
1920年の間島惨変後南満洲地域に移動し、西路軍政署と大韓独立団・光韓団など多くの武装独立運動団体が集結して臨時政府大韓通義府が設置されると大韓通義府義勇軍の司令官と軍事部委員長を引き受けた。大韓通義府義勇軍は国内に侵入して平安北道などで日本警察と戦闘をしだ。
1924年夏の野外軍事訓練中に中国人馬賊の不意打ちにより銃傷を負って死亡した。死ぬ間際まで大日本帝国人ではなく中国人と争って戦死することを悔やんだが、これら馬賊団の不意打ちは日本の指示によるものであった。
1963年に建国勲章独立章を受勲した。夫の戦死後自決した妻の任壽命も建国勲章を受勲した独立運動家である。

## 家族
- 妻 任壽命(1894～1924)
  - 娘 신계영(?～1924)
  - 息子 신현충
  - 息子 신현택
  - 息子 신현길(?～1923)